# The Blue Cross
Pour les articles homonymes, voir Croix Bleue (homonymie).
La Croix-Bleue (Blue Cross) est une organisation non gouvernementale chargée de la protection des animaux fondée au Royaume-Uni en 1897 sous le nom Our Dumb Friends League. Elle fournit un soutien aux propriétaires qui ne peuvent payer les thérapies vétérinaires, aide à trouver des maisons d'accueil pour les animaux abandonnés et éduque le public aux responsabilités impliquées par la possession d'animaux de compagnie.
L'organisme travaille en étroite collaboration avec un certain nombre d'autres organisations pour promouvoir le bien-être des animaux et les propriétaires d'animaux responsables.

## Histoire

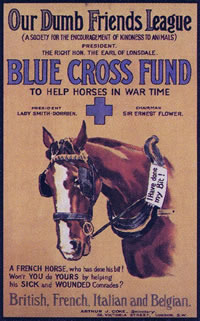
Affiche de la Croix-Bleue appelant à aider les chevaux de guerre, en 1916.

L'organisation a été fondée le 10 mai 1897 à Londres en tant que Our Dumb Friends League, essentiellement vouée aux soins des chevaux de travail dans les rues de la capitale britannique. Elle a ouvert son premier hôpital pour animaux , dans le quartier de Victoria, à Londres , le 15 mai 1906.
En 1912, la ligue a lancé « The Blue Cross Fund » (Fond de la Croix-Bleue) pour prendre soin des chevaux pendant la guerre des Balkans. Au  déclenchement de la Première Guerre mondiale en 1914, ce fonds a été rapidement rouvert. À l'armistice en 1918, « The Blue Cross Fund » avait recueilli près de 215 000 euros - l'équivalent de près de 8,2 millions d'euros aujourd'hui - pour prendre soin des animaux durant le conflit. Plus de 50 000 chevaux ont été traités dans les hôpitaux de la Croix Bleue en France, et l'organisme de bienfaisance avaient envoyé des fournitures vétérinaires indispensables à 3500 unités de l'armée britannique.
Les dons au Fonds ont permis à l'organisme de bienfaisance de prendre soin de plus de 350 000 animaux au cours de la Seconde Guerre mondiale, particulièrement ceux blessés durant le Blitz. Le titre de l'appel aux dons est devenu plus connu que le nom officiel de l’organisation, ce qui fait qu'elle a officiellement changé son nom pour « la Croix bleue (The Blue Cross) » en 1950. En 2011, l'organisme de bienfaisance abandonne le « The » de son nom et est désormais simplement connu sous le nom « Blue Cross (Croix-Bleue) ».
Sally de la Bédoyère est devenu la chef de la direction de l'organisme en novembre 2014.

## Opérations

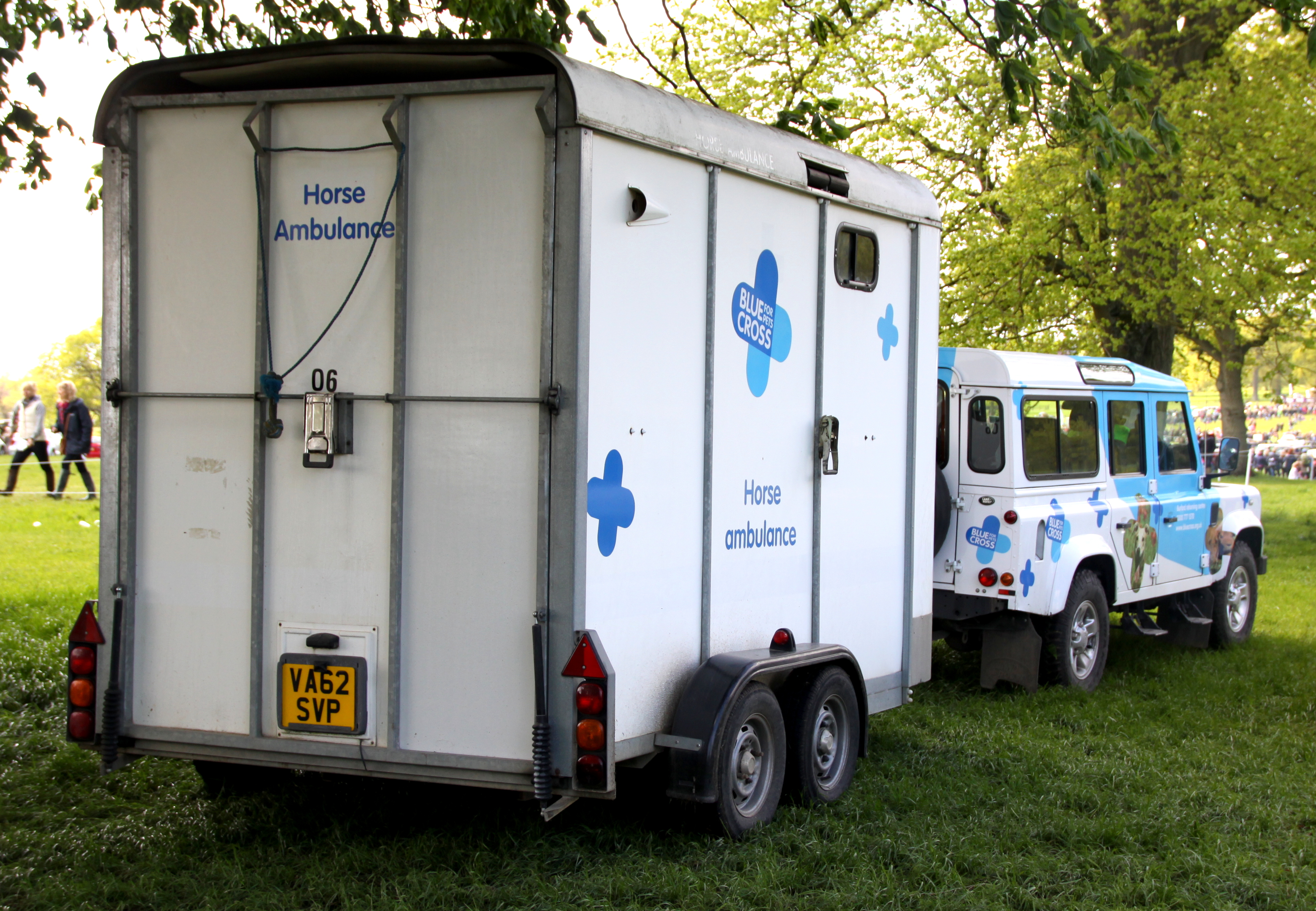
Ambulance pour cheval au « Badminton Horse Trials » de 2015.

La Croix bleue administre un certain nombre de services à travers le Royaume-Uni. Ses principaux services sont : le relogement des animaux non-désirés, la fourniture de services vétérinaires aux propriétaires d'animaux qui ne peuvent pas payer les frais privés facturés par des vétérinaires  privés, la promotion de la protection des animaux à travers l'éducation, et le fonctionnement du Service de soutien pour le deuil d'animaux de compagnie (Pet Bereavement Support Service), un service de soutien gratuit et confidentiel pour ceux qui ont perdu un animal de compagnie. Ils opèrent également un service d'ambulance pour chevaux, y compris lors de grands événements équestres.
La Croix-Bleue gère quatre hôpitaux d'animaux, dont trois sont à Londres, une dans le quartier de Victoria, une dans le quartier de Merton ainsi qu'une à Hammersmith, et un quatrième à Grimsby , dans le Lincolnshire, ainsi que des cliniques mobiles dans tout le pays. En 2014, elle a ouvert une clinique de soins pour animaux de compagnie à Derby. Blue Cross a effectué des opérations et des enquêtes de diagnostic sur la base de 97 000 traitements, en 2010.
La Croix-Bleue est également fortement impliquée dans l'adoption des animaux, les procédures d'adoption pour les animaux de compagnie tels que les chats, les chiens, les lapins et les petits rongeurs, mais aussi des espèces de grande taille comme les chevaux. En 2013, l'organisme de bienfaisance a rapatrié 8 191 animaux.
L'organisation travaille également à améliorer la vie des animaux à travers la promotion des propriétaires responsables d'animaux et de travailler dans sur la thérapie du comportement animal. Chaque propriétaire d'animal qui reloge un animal de compagnie grâce à la Croix-Bleue peut bénéficier de conseils gratuit pour garantir une durée de vie plus grande de l'animal. Le Service de soutien pour le deuil d'animaux de compagnie (Pet Bereavement Support Service) est disponible 365 jours par an pour aider les gens qui ont du mal à faire face à la perte d'un animal de compagnie.

### Projet de fermeture de deux centres animal
Le 26 janvier 2010, la Croix-Bleue a annoncé le projet de fermeture de deux centres d'adoption des animaux (Felixstowe et Northiam, East Sussex), qui ont tous deux été en existence depuis plus de 50 ans. Les décisions finales sur les deux sites ont été annoncés le 4 mai 2010. Après une vaste campagne de publicité par la population locale, il a été annoncé que les plans de fermer le centre de Felixstowe avait été abandonné. Le centre déménagera à un tout nouveau site près d'Ipswich. Les travaux sur le centre de rehoming construite à cet effet doit commencer en 2014.

## Partenariats et influence

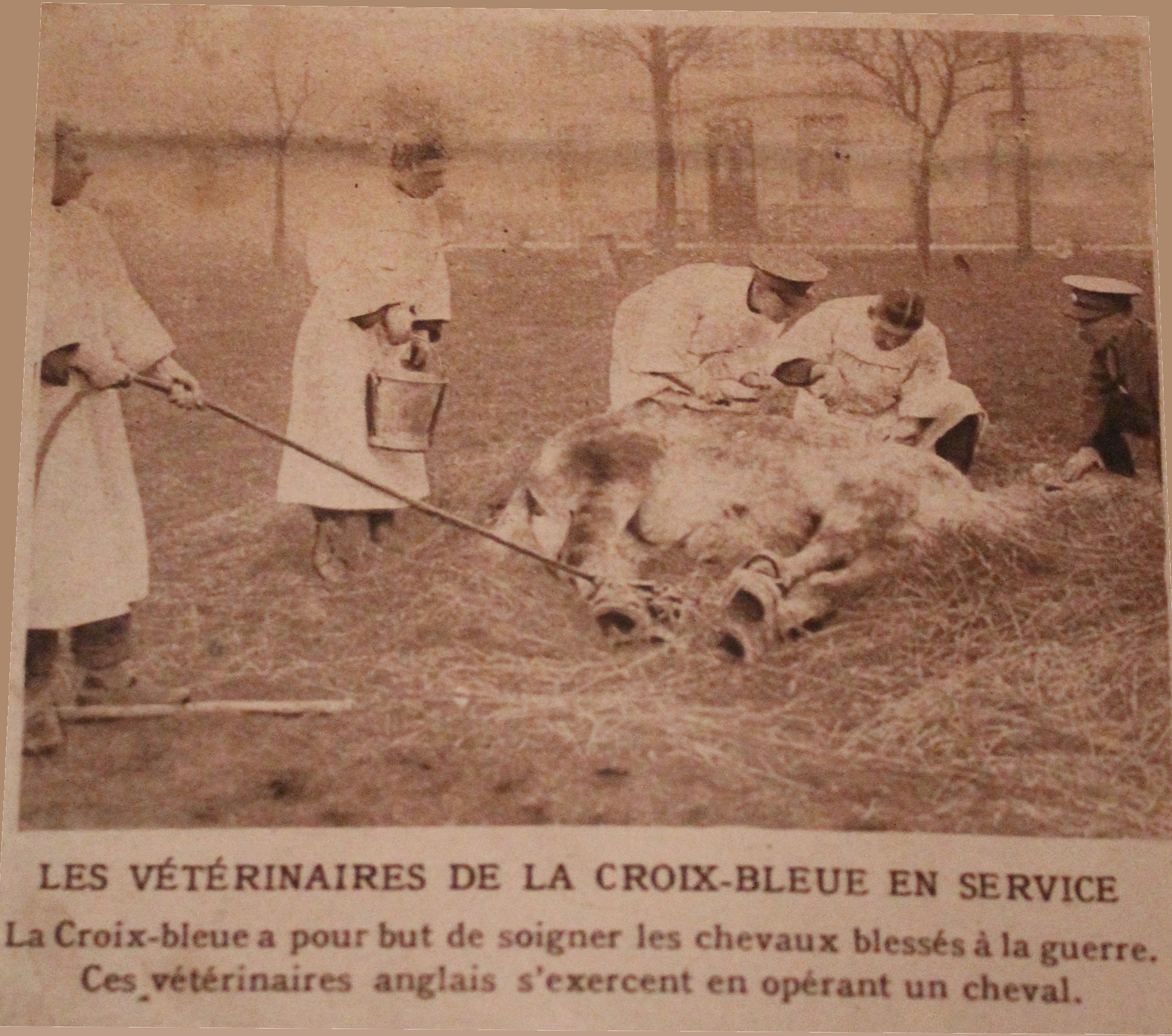
Le Miroir no 59, édition du dimanche 10 janvier 1915. « Les vétérinaires de la Croix-Bleue en service ».

La Croix Bleue irlandaise (The Irish Blue Cross) est une filiale de la Croix Bleue.
La Croix-Bleue de Belgique est fondée en 1925, après avoir vu les opérations de la Blue Cross durant la Première Guerre mondiale, en France et en Belgique.

## Prix et récompenses
De nombreuses médailles ont été attribuées par la Croix Bleue pour les animaux et les personnes qui ont fait preuve de bravoure ou d'héroïsme. Alors que les premières médailles ont été décernées à des personnes qui ont aidé à sauver des animaux, des médailles ont été également attribuées en 1918 pour honorer un certain nombre de chevaux qui ont servi dans la Première Guerre mondiale. Des médailles ont ensuite été distribuées entre 1940 et 1951 à un certain nombre de chiens, y compris Juliana qui aurait éteint une bombe incendiaire en urinant dessus. En 2006, Jake, un chien de la police, a reçu les honneurs après avoir aidé à nettoyer le métro de Londres après les attentats de Londres du 7 juillet 2005.